# Conistra lusitanica
Conistra lusitanica là một loài bướm đêm trong họ Noctuidae.